# Andrija Delibašić
Andrija Delibašić (Montenegrin: Андрија Делибашић)  (Nikšić, 24 d'abril de 1981 - Podgorica, 19 de març de 2025), més conegut com a Delibasic, fou un futbolista montenegrí, que jugava com a davanter centre.

## Trajectòria
Debutà en el futbol professional amb el Partizan de Belgrad el 1999, on arribà a la xifra de 100 gols en 87 partits, guanyant dos campionats de Sèrbia i Montenegro (2002 i 2003) i una Copa de Iugoslàvia (2001).
Al gener del 2004 fitxà per al Reial Club Esportiu Mallorca. Va aconseguir una xifra de 7 gols en 47 partits. Per això, es va decidir, a mitjans de la següent temporada, cedir-lo al Benfica portuguès, on tan sols jugà 3 partits, no podent demostrar així la seva vàlua. A pesar d'això, va aconseguir, juntament amb els seus companys del Benfica, el campionat de la lliga portuguesa 2004-2005.
Llavors, segueix a Portugal, però jugant al Sporting de Braga firmant 4 gols en 10 partits. Jugà la temporada completa al Braga.
El 2006 es va traslladar, sempre en qualitat de cedit, a Grècia, concretament a l'AEK Atenes, aconseguint 1 únic gol en 9 partits, la qual cosa va propiciar que a mitjans de la temporada se'n tornés a jugar a Portugal, al SC Beira-Mar (equip de l'empresari mallorquí Bartomeu Cursach Mas), del qual n'era entrenador el també mallorquí i exmallorquinista "Chichi" Soler, on de nou ficà un únic gol en 8 partits disputats.
Llavors, a l'estiu del 2007 tornà a Espanya, on va ser cedit aquesta vegada a la Reial Societat, de la Segona Divisió.
Dia 6 d'agost de 2008 es feia oficial la desvinculació contractual amb el Reial Mallorca i fitxava per l'Hèrcules d'Alacant, de la Lliga Adelante, per 2 temporades.

### Rayo Vallecano
El 19 d'agost de 2010 s'anuncia oficialment el seu fitxatge pel Rayo Vallecano de la Segona Divisió espanyola. El jugador es va desvincular de l'Hèrcules CF al final de la temporada 2009/2010 després d'haver aconseguit l'ascens a Primera Divisió d'Espanya. El jugador firma per dues temporades.

## Trajectòria Internacional
Ha format part de la selecció nacional de Sèrbia i Montenegro Sub-21 amb la qual aconseguí el segon Campionat d'Europa del 2004.
També ha participat en els Jocs Olímpics del 2004 disputat a Alemanya.
Després que una pèrdua dramàtica de forma el deixés fora de joc per ser internacional, les seves possibilitats per a ser seleccionat per l'equip nacional ha augmentat des de la meitat del 2006 atès que Montenegro se separava de Serbia i es convertia en un país independent, Delibasic era ara elegible per jugar per a l'equip nacional novament format al seu país de naixement. Tanmateix, fins i tot abans del partit inaugural de Montenegro (24 de març de 2007) s'anunciava la seva convocatòria, Delibasic expressava la seva no satisfacció en la premsa sobre que no s'hi contactessin els oficials de futbol Montenegrins i llavors deia que mai no jugaria per a l'equip nacional en el futur si no se l'incloïa sobre la llista de selecionables inaugurals.
Se l'acabava no anomenant per al partit inaugural, ni rebia futures convocatòries Montenegrines des de llavors.

## Clubs
| Club                          | Pais                            | Any                      |
| ----------------------------- | ------------------------------- | ------------------------ |
| Partizan de Belgrad           | República Federal de Iugoslàvia | 1999-2004                |
| RCD Mallorca                  | Espanya                         | gener 2004-juliol 2008   |
| Benfica (cedit)               | Portugal                        | gener 2005-juny 2005     |
| Sporting Braga (cedit)        | Portugal                        | 2005-2006                |
| AEK Atenes FC (cedit)         | Grècia                          | agost 2006-desembre 2006 |
| Sport Clube Beira-Mar (cedit) | Portugal                        | gener 2007 - juny 2007   |
| Reial Societat (cedit)        | Espanya                         | 2007-2008                |
| Hèrcules CF                   | Espanya                         | 2008-2010                |
| Rayo Vallecano                | Espanya                         | 2010-                    |

## Palmarès
| Títol                                      | Club                | Pais                            | Temporada |
| ------------------------------------------ | ------------------- | ------------------------------- | --------- |
| Copa de la República Federal de Iugoslàvia | Partizan de Belgrad | República Federal de Iugoslàvia | 2000/01   |
| Lliga serbo-montenegrina                   | Partizan de Belgrad | República Federal de Iugoslàvia | 2001/02   |
| Lliga serbo-montenegrina                   | Partizan de Belgrad | Sèrbia i Montenegro             | 2002/03   |